# 노동자세계당
노동자세계당(영어: Workers World Party; WWP)은 은 미국의 마르크스-레닌주의 정당이다. 1959년 샘 마시를 따르는 집단이 사회주의노동자당(SWP)에서 분당되어 창당되었다. 마시와 그 지지자들이 SWP에서 탈당한 것은 당권파와의 의견차이를 좁히지 못해서였다. 마시파는 1948년 대선 때 진보당의 헨리 A. 월리스 후보 지지, 마오쩌둥의 중국혁명에 대한 긍정적 시각, 소련군의 1956년 헝가리 혁명 진압을 지지하였고, SWP 당권파는 이 모든 것에 반대했다.
WWP와 그 산하 청년단체인 YAWF는 흑표당, 웨더 지하기구, 전쟁에 반대하는 베트남 재향군인회, 푸에르토리코 독립운동을 지지해왔다. 또한 동성애자 권리를 일찍이부터 지지해왔고 현재도 성소수자 권리운동에 관여하고 있다.
2004년 사회주의해방당이 분당해 나갔다.

## 같이 보기
- 미국의 좌파
- 미국의 사회주의 운동
- 사회주의해방당
- 미국 민주사회주의자들
- 미국 공산당
- 사회주의 대안 (미국)